# Merck Headquarters Building

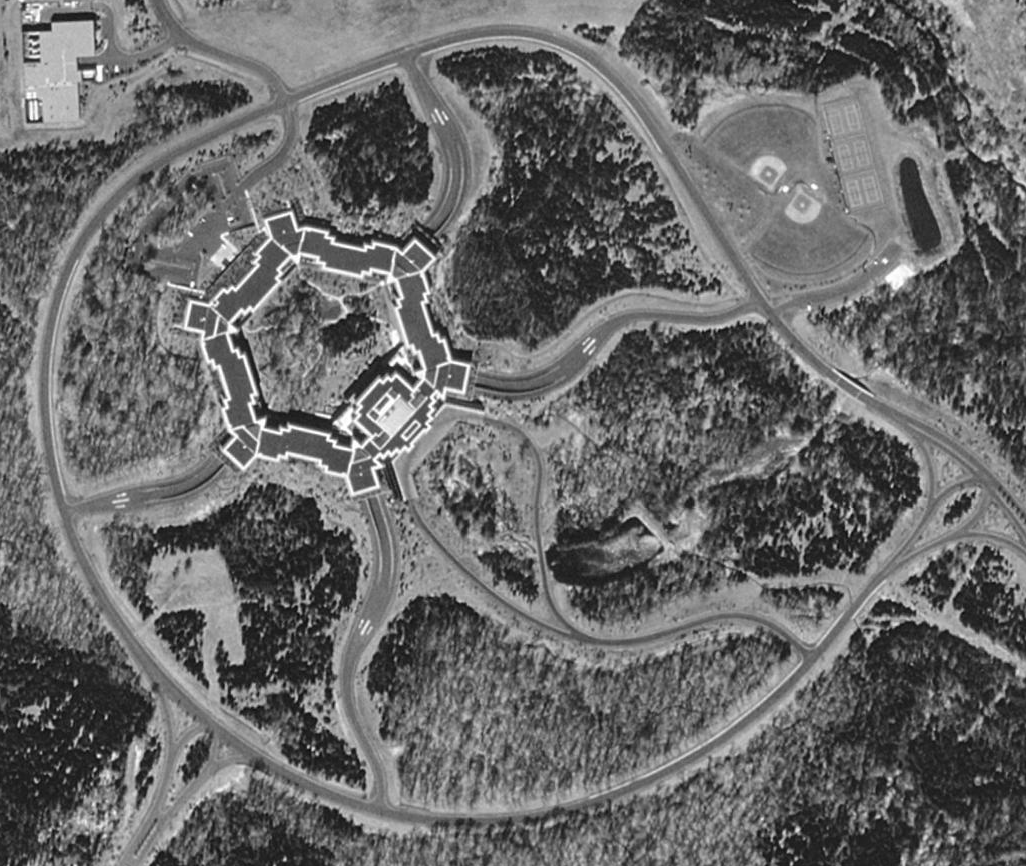
Foto des Merck Headquarters Building

Das Merck Headquarters Building diente als der ehemalige Unternehmenssitz des US-Pharmakonzerns Merck Sharp & Dohme (MSD). Das Gebäude befindet sich am Ortsrand von Whitehouse Station im US-Bundesstaat New Jersey. Der hexagonale Bau entstand zwischen 1989 und 1990 nach Plänen von Kevin Roche John Dinkeloo & Associates. Nach seiner Eröffnung 1992 diente der Gebäudekomplex als der weltweite Hauptsitz des Unternehmens.
Wie bei vielen anderen Unternehmenszentralen, die von Architekt Kevin Roche konzipiert wurden, zeichnet sich auch das Merck Headquarters Building durch seine abgelegene Lage und die Einfügung in die umliegende Natur aus. Roche zog die Idee eines einzigen sechseckigen Gebäudes einem auseinandergezogenen Campus vor, da ein solcher mehr Grundfläche in Anspruch genommen hätte und zudem größere Laufwege bedingt hätte. Durch eine dichte Bepflanzung innerhalb des Gebäuderings, der ältere Baumbestand sollte auch während der Bauarbeiten erhalten bleiben, hatten selbst die Büros auf der Innenseite einen Blick in die Natur. Das allgegenwärtige Parkplatzproblem löste Roche beim früheren Union Carbide Corporate Center noch, indem er die Parkplätze auf die Gebäudeinnenseite verlegte und so die Aussicht aus den Büros nicht mit Asphaltparkplätzen verbaute, bei der Gestaltung des Merck Headquarters Building entschied er sich dagegen für eine teurere Tiefgaragenlösung. Die doppelstöckige Tiefgarage ist über mehrere Zufahrtsstraßen erreichbar. Ebenfalls bedacht wurde die Möglichkeit der Gebäudeerweiterung. Bei späterem Bedarf sollte es ermöglicht werden, weitere hexagonale Gebäudeteile an das existierende Gebäude anzubauen. Von dieser Möglichkeit wurde jedoch nie Gebrauch gemacht.
Im Oktober 2012 verkündete MSD die Verlagerung des Unternehmenssitzes an einen Standort der damals übernommenen Schering-Plough Corporation in Summit. Diese Aussage wurde ein Jahr später relativiert und der ebenfalls bereits existierende Standort in Kenilworth als Alternative vorgestellt. Seit 2015 befindet sich MSDs Hauptsitz in Kenilworth. Seit 2018 ist MSDs ehemaliger Hauptsitz im Besitz des informationstechnischen Unternehmens UNICOM Global.